# Robert Långström
Robert Långström, född 3 mars 1974, är en svensk journalist. Han startade magasinet Din Teknik 2006 på Egmont och var tidningens chefredaktör. Tidigare var han chefredaktör för tidskriften PC Hemma. Robert Långström läste till journalist på JMK (tidigare kallat Journalisthögskolan) i Stockholm 2000-2003. Numera redaktör på Spoon.